# Fortifi Lushima
 (juillet 2024).
La mise en forme du texte ne suit pas les recommandations de Wikipédia : il faut le « wikifier ».
Les points d'amélioration suivants sont les cas les plus fréquents. Le détail des points à revoir est peut-être précisé sur la page de discussion.
- Les titres sont pré-formatés par le logiciel. Ils ne sont ni en capitales, ni en gras.
- Le texte ne doit pas être écrit en capitales (les noms de famille non plus), ni en gras, ni en italique, ni en « petit »…
- Le gras n'est utilisé que pour surligner le titre de l'article dans l'introduction, une seule fois.
- L'italique est rarement utilisé : mots en langue étrangère, titres d'œuvres, noms de bateaux, etc.
- Les citations ne sont pas en italique mais en corps de texte normal. Elles sont entourées par des guillemets français : « et ».
- Les listes à puces sont à éviter, des paragraphes rédigés étant largement préférés. Les tableaux sont à réserver à la présentation de données structurées (résultats, etc.).
- Les appels de note de bas de page (petits chiffres en exposant, introduits par l'outil «  Source ») sont à placer entre la fin de phrase et le point final[comme ça].
- Les liens internes (vers d'autres articles de Wikipédia) sont à choisir avec parcimonie. Créez des liens vers des articles approfondissant le sujet. Les termes génériques sans rapport avec le sujet sont à éviter, ainsi que les répétitions de liens vers un même terme.
- Les liens externes sont à placer uniquement dans une section « Liens externes », à la fin de l'article. Ces liens sont à choisir avec parcimonie suivant les règles définies. Si un lien sert de source à l'article, son insertion dans le texte est à faire par les notes de bas de page.
- La présentation des références doit suivre les conventions bibliographiques. Il est recommandé d'utiliser les modèles {{Ouvrage}}, {{Chapitre}}, {{Article}}, {{Lien web}} et/ou {{Bibliographie}}. Le mode d'édition visuel peut mettre en forme automatiquement les références.
- Insérer une infobox (cadre d'informations à droite) n'est pas obligatoire pour parachever la mise en page.

Pour une aide détaillée, merci de consulter Aide:Wikification.
Si vous pensez que ces points ont été résolus, vous pouvez retirer ce bandeau et améliorer la mise en forme d'un autre article.

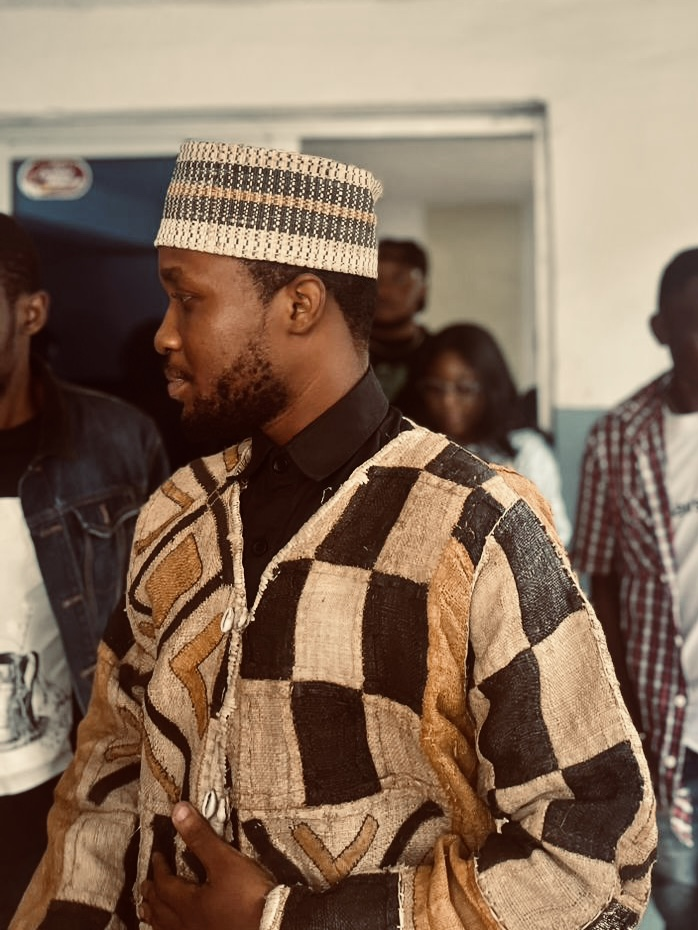
Fortifi Lushima après son incarcération par les services des renseignements militaires congolais.

Fortifi Lushima, né le 10 juillet 1996 à Kinshasa (RDC), est un leader panafricaniste congolais anti-américaniste, journaliste politique et coordinateur national en République démocratique du Congo du mouvement Urgences Panafricanistes présidé par le militant suprémaciste noir Kemi Seba.

## Opinions
Connu pour ses positions anti-américanistes sur différents plateaux de la télévision congolaise et pour ses coups de gueules aux allures propagandistes sur Internet, Fortifi Lushima a accru son audience lors de son incarcération par les services des renseignements militaires de son pays après avoir dénoncé l’implication des puissances occidentales dans les conflits au Kivu et de l’inaction du gouvernement de Félix Tshisekedi au cours d’une émission télévisée sur Télé 50 Tv. Son incarcération a quelques minutes après suscité une mobilisation internationale dans les réseaux sociaux et dans une certaine partie de la presse internationale,,,, ce qui a d’ailleurs facilité sa libération quarante-huit heures après sa détention.
Il est considéré par une certaine opinion congolaise comme un agent de l'Iran avec lequel il est très proche via l'ambassade de la République Islamique d'Iran en RDC. Dans ses nombreuses interventions dans lesquelles il affirme que les États-Unis seraient en train de mener une guerre par procuration contre son pays via l’armée ougandaise et rwandaise, cet activiste panafricaniste prêche, avec une violence verbale avérée, la rupture avec l’axe occidental pour bien construire les nouveaux partenariats avec la Russie, la Chine et l’Iran, qui selon lui permettra au Congo-RDC de mettre définitivement fin au cycle des violences au Kivu qui dure depuis plus de deux décennies,,.